# Liupram di Salisburgo
Liupram di Salisburgo, o anche Liupramm (... – 14 ottobre 859), è stato un arcivescovo tedesco, arcivescovo di Salisburgo e abate dell'abbazia di San Pietro dall'836 fino alla morte.

## Biografia
L'arcivescovo Liupram fece ristrutturare il duomo di Salisburgo, dedicato a San Vigilio, che era stato in gran parte distrutto da un incendio nell'845.
Durante la reggenza di Liupram, l'intervento missionario dell'arcidiocesi di Salisburgo nel principato della Pannonia, governato dal principe Pribina, raggiunse il momento di massima intensità. Questo principato si estendeva dalla regione di Ptuj (nell'attuale Slovenia) verso sud fino alla confluenza della Drava con il Danubio e verso nord fino alla Selva Baconia. In questi territori Liupram consacrò diciassette nuove chiese: alcune delle cerimonie di consacrazione avvennero alla presenza del figlio di Pribina, Kocel. Su richiesta di Pribina, Liupram inviò esperti muratori, carpentieri, pittori, fabbri e altri artigiani per la costruzione di una seconda sontuosa chiesa a Mosapurc, nella quale vennero inumate le reliquie di Sant'Adriano.
Molto buone furono le relazioni dell'arcivescovo Liupram con il re Ludovico II il Germanico. Già nell'837 Liupram ottenne l'immunità e la protezione del re e venne confermato in tutti i suoi possedimenti.